# Wojna rosyjsko-turecka (1568–1570)
Wojna rosyjsko-turecka 1568–1570, nazywana też wyprawami na Astrachań – wojna pomiędzy Carstwem Rosyjskim a Imperium Osmańskim.
O przygotowaniach wojsk tureckich do wojny informował rosyjski poseł w Krymie Afanasij Nagoj. Turcja chciała odbić Astrachań i włączyć go w strefę swoich wpływów, odciąć Rosję od Morza Kaspijskiego, a także otworzyć sobie drogę do ekspansji na Powołże i Azję Średnią. Turcy rozpoczęli pochód od budowy kanału między Donem i Wołgą, co dało by im możliwość użycia swojej floty na Morzu Kaspijskim. W związku z ogromem prac, wkrótce zaprzestali budowy kanału i Kasim-pasza postanowił przeciągnąć flotę po lądzie do Wołgi, co spowodowało bunty jego wojska. Miejscowi murowie, którzy przeszli na stronę Turków, obiecali po zwycięstwie dać swoim podwładnym zdobyte statki z Wołgi i transport był kontynuowany. Turcy musieli jednak swoje ciężkie działa odprawić z powrotem do Azowu. Duża armia turecka licząca kilkanaście tysięcy janczarów pod dowództwem Kasima-paszy i chana krymskiego Dawlet-Gireja rozpoczęła spław rzeką Don z Azowa. 16 września 1569 wojska krymsko-tureckie osiągnęły Astrachań, gdzie rozbiły obóz. Załoga twierdzy, jak i ludność postanowiły podjąć obronę. Bez artylerii oblężniczej Kasim-pasza nie zdecydował się na bezpośredni szturm twierdzy. Zaczął budować niedaleko twierdzy astrachańskiej swój obóz umocniony, gdzie zamierzał przezimować i czekać na posiłki od sułtana. Załoga Astrachania i ludność mężnie broniła twierdzy, ostrzeliwali Turków z dział, wykonywali wypady z twierdzy na wojska przeciwnika. Turcy nie mogli pokonać okrążonych mimo burzenia ścian twierdzy, wykonywania podkopów i podziemnej wojny minowej. Wiadomość o zimowaniu spowodowała bunt wśród Turków, nie posiadających zapasów na zimę. Wojsko nie chciało w okresie zimowym szturmować twierdzy po lodzie. Wzrost buntu powodowały działania Dawlet Gireja. Obawiał się on możliwości pozostania Turków na terenie Powołża, tym samym uzależnienie jego chanatu od Imperium Osmańskiego. W tym czasie Kasim-pasza otrzymał wiadomości o zbliżaniu się wojsk rosyjskich w sile ok. 30 tys. pod dowództwem wojewody W. S. Sierebrianego do Astrachania. Zapadła decyzja o zaprzestaniu oblężenia i odejściu w kierunku Donu.
Armia turecka wycofując się szła przez północno-kaukaskie stepy, gdzie straciła na skutek głodu i działalności partyzanckiej Czerkiesów ok. 70% stanów. W 1570 sułtan Selim przestał rościć pretensje do Astrachania. Turcja więcej nie próbowała zawojować Powołża. Dała możliwość swojemu wasalowi Dawlet Girejowi wojować z Moskwą na tym terenie. Turcja poniosła klęska pod Astrachaniem jak i później klęskę swej floty pod Lepanto w 1571 r.
Chan krymski nie pogodził się z klęską. Dawlet Girej dążył do rewanżu. W 1571 ze 120 tysięczną armią dotarł do Moskwy, ograbił ją i spalił, z wyjątkiem Kremla. W 1572 ponowił wyprawę na Moskwę, ale został zatrzymany przez wojska rosyjskie. W 1580 krymsko-nogańskie wojska próbowały kolejny raz zawojować Astrachań.
Literatura
- Ludwik Bazylow, Historia Rosji, t – 1, wyd. PWN Warszawa 1983